# Mednarodno središče Abdusa Salama za teoretično fiziko
Mednarodni center za teoretično fiziko (angleško International Centre for Theoretical Physics, kratica ICTP) je mednarodni inštitut v Trstu, ki deluje na področju teoretične fizike.

## Zgodovina
Leta 1964 ga je v okviru Mednarodne agencije za atomsko energijo in Unesca ustanovil pakistanski fizik Abdus Salam, Nobelov nagrajenec za fiziko leta 1979. Njegovi glavni cilji so:
- sodelovanje pri napredovanju višjih študij in raziskave na področju fizike in matematičnih ved, posebno v deželah v razvoju
- poglobitev stikov med znanstveniki vseh narodnosti
- pomoč vsem obiskovalcem, članom in štipendistom pri izvirnih raziskavah.

Znanstveni program Centra se izvaja v sodelovanju z ostalimi ustanovami miramarskega centra, ki so:
- Odsek za teoretično fiziko Tržaške univerze
- Mednarodni Center Znanosti in visoke tehnologije (ICS)
- Državni Zavod za jedrsko fiziko (INFN)
- Mednarodna Višja šola za nadaljnje Izobraževanje (SISSA)
- Akademija Znanosti za Dežele v razvoju (TWAS).

Za vključitev v znanstveno delovanje Centra je potreben magisterij ali enakovreden doktorat v fiziki ali matematiki, vsaj dve leti dela post-lauream in znanje angleščine, ki je edini pogovorni jezik.
Vsako leto se približno 3000 raziskovalcev udeleži približno štiridesetih konferenc in delavnic. Skoraj vedno so besedila konferenc objavljena.
Center nudi svoje prostore za tečaje, ki jih organizirajo sorodni znanstveni zavodi. Štirje laboratoriji (Mikroelektronika, Superprevodniki, Laser in optični vodniki, Fizika atmosfere in razširjanje valov) nudijo svoje instrumente za razvoj raziskav in podpirajo tečaje raznih učnih predmetov.
Vsakoletne štipendije dovoljujejo raziskovalcem raznih dežel v razvoju, da sodelujejo z univerzitetnimi laboratoriji, predvsem CNR, ENEA, INFM in IHFN ter tako poglobijo svoje znanje in pridobijo prakso.
Pri večjih znanstvenih projektih omogoča izredno hitrost preučevanja računalniški sistem IBM RISC. Za praktične vaje je na razpolago štipendistom petdeset delovnih miz. Povezava z visoko prenosno hitrostjo s tržaškim in državnim omrežjem omogoča izmenjavo informacij in dostop do drugih centrov.
Knjižnica ima 50 tisoč knjig in 900 revij, kar predstavlja najobširnejšo zbirko specializirane znanstvene literature v fiziki in matematiki, ki se v Evropi da dobiti pri enem samem zavodu. Vsak mesec prejme okoli tisoč znanstvenih člankov (»preprints«) od vseh podobnih zavodov na svetu. 
Več kot polovica vseh 60.000 raziskovalcev, ki so sodelovali pri dejavnostih Centra od leta 1964 do danes, prihaja iz dežel v razvoju. Vsega skupaj je bilo doslej prisotnih 150 dežel in 45 mednarodnih organizacij.